# Mont Iamantaou
Le mont Iamantaou (en russe : гора Ямантау ; bachkir : Ямантау) est, avec 1 638 m d'altitude, le plus haut sommet de la partie méridionale du massif de l'Oural en Russie. Il est situé en République de Bachkirie, à dix kilomètres de sa frontière avec l'oblast de Tcheliabinsk. Il fait partie d'un chaînon large de trois kilomètres et long de cinq, qui est constitué de deux sommets, le Grand Iamantaou de 1 638 m d'altitude et le Petit Iamantaou de 1 512 m, et se trouve dans le territoire de la réserve naturelle de l'Oural du Sud.
À proximité de la montagne se trouve la réserve naturelle de Choulgan-Tach, ainsi que la grotte de Kapova bien connue pour ses peintures rupestres de l'âge de la Pierre.

## Toponymie
Le nom vient de la langue bachkir et son sens est proche de « montagne inutile » ou « mauvaise ».

## Climat
La neige recouvre la montagne de 180 à 205 jours par an. Les précipitations moyennes annuelles sont de 700 à 1 100 mm. La température moyenne minimale en janvier est de −17 °C et la température moyenne maximale en juillet est de +9 °C.

## Complexe militaire et théories du complot
Le Iamantaou est devenu célèbre aux États-Unis à la suite d'une théorie du complot lancée dans les milieux conservateurs qui le considèrent comme un pendant russe à la légendaire Zone 51. Il abriterait un immense complexe souterrain de l'ère Brejnev aux proportions monumentales.
Il existe des installations militaires de l'armée russe près de la ville fermée militaire de Mejgorié et celle de Snejinsk. Par ailleurs, à l'instar du mont Kosvinski (600 km au nord), cette formation rocheuse est soupçonnée par des responsables de l'US Army d'abriter un centre secret d'armes nucléaires ou un bunker. Selon des sources américaines, le complexe local pourrait accueillir 60 000 personnes et des recherches sur les armes nucléaires y auraient lieu[réf. nécessaire].

## Culture populaire
Dans le jeu vidéo Call of Duty: Black Ops, l'une des missions consiste à s'infiltrer dans le mont Iamantaou pour y dérober des renseignements sur des armes de destruction massive.
Dans Metro Exodus, l'équipage de l'Aurora prend la direction du mont Iamantaou après avoir intercepté un appel provenant du bunker du gouvernement, mais le contingent du train, composé d'Artyom, Anna, Melnik, Sam, et l'Idiot se font piéger par des cannibales ayant probablement dévoré les membres du gouvernement vingt ans auparavant. Anna est enlevée, et le reste du groupe de charge de la chercher dans tout le complexe, non sans exterminer les cannibales bien décidés à en faire leur repas. Artyom retrouve Anna dans l'infirmerie, et les deux époux rejoignent les autres dans la salle de commandement. Ils décident de retourner à la draisine qu'ils avaient utilisée pour rentrer dans le site de Iamantaou, et retournent à l'Aurora.